# Crisia pseudosolena
Crisia pseudosolena är en mossdjursart som först beskrevs av Ernst Marcus 1937.  Crisia pseudosolena ingår i släktet Crisia och familjen Crisiidae. Inga underarter finns listade i Catalogue of Life.